# Villadia virgata
Villadia virgata är en fetbladsväxtart som först beskrevs av Friedrich Ludwig Diels, och fick sitt nu gällande namn av Charles Baehni och Macbride. Villadia virgata ingår i släktet Villadia och familjen fetbladsväxter. Inga underarter finns listade i Catalogue of Life.